# Епархия Сандакана
Епархия Сандакана (лат. Dioecesis Sandakanensis) — епархия Римско-Католической церкви c центром в городе Сандакан, штат Сабах, Малайзия. Епархия Сандакана распространяет свою юрисдикцию на часть штата Сабах, провинции Сандакан и Тавау, Малайзия. Епархия Сандакана входит в митрополию Кота-Кинабалу. Кафедральным собором епархии Сандакана является церковь Пресвятой Девы Марии.

## История
16 июля 2007 года Папа Римский Бенедикт XVI издал буллу Missionalem per navitatem, которой учредил епархию Сандакана, выделив её из епархии Кота-Кинабалу. Первоначально епархия входила в митрополию Кучинга.
23 мая 2008 года епархия Сандакана вошла в митрополию Кота-Кинабалу.

## Ординарии епархии
- епископ Юлиус Дусин Гитом (16.07.2007 — по настоящее время).